# (4347) Reger
(4347) Reger  ist ein Hauptgürtelasteroid, der am 13. August 1988 von Freimut Börngen vom Karl-Schwarzschild-Observatorium aus entdeckt wurde.
Der Asteroid wurde nach dem deutschen Komponisten Max Reger (1873–1916) benannt.